# 原田康弘
原田 康弘（はらだ やすひろ、1955年4月17日 - ）は、宮城県石巻市出身の日本陸上競技・短距離走元選手、指導者、教育者。
1977年に200mと400mで日本記録を打ち出した。

## 経歴
日本体育大学体育学部を卒業。
日本学生陸上競技対抗選手権で200m4連覇。日本陸上競技選手権では100m、200m、400mで優勝した。300mの日本最高記録を樹立したこともある。
日本陸上競技連盟で理事や強化委員長を歴任した。
日本オリンピック委員会で理事、アンチ・ドーピング委員長、ナショナルトレーニングセンター委員会の副委員長を務めた。

## 著作
- 『このトレーニングで速く走れる!』（監修、日本文芸社）